# 栗田雄介
栗田 雄介（くりた ゆうすけ、1980年8月23日 - ）は、千葉県出身の元プロ野球選手（投手）。左投左打。

## 来歴・人物
千葉工業高から千葉工業大学（土木工学科）を経て、社会人野球の宮城建設に入社。1年目にチームの廃部により、2003年に大阪近鉄バファローズの入団テストを受験し合格。同年のプロ野球ドラフト会議で近鉄から7位指名を受け入団。近鉄が最後にドラフト指名した選手となった。
2004年は、1年目にシーズン最終戦で一軍登板を果たした。2005年は、球団合併・分配ドラフトを経てオリックス・バファローズ入りするも、故障もあって登板機会がなく自由契約となった。
2006年は、関西メディカルスポーツ学院に入学。その年オフの12球団合同トライアウトにも参加した。
2007年、台湾・興農ブルズにテスト入団（台湾の外国人枠は3人までで、このチームには他に井場友和が在籍していた）。同年、12球団合同トライアウト受験後、千葉ロッテマリーンズの入団テストを受けるが不合格となる。
2008年から2018年まで、ロッテの打撃投手を務めた。2009年のワールド・ベースボール・クラシック第2回大会では、宮崎合宿から第1ラウンドまで打撃投手を担当した。2019年からはマリーンズアカデミーのコーチとなる。

## 詳細情報

### 年度別投手成績
| 年 度     | 球 団     | 登 板 | 先 発 | 完 投 | 完 封 | 無 四 球 | 勝 利 | 敗 戦 | セ 丨 ブ | ホ 丨 ル ド | 勝 率 | 打 者 | 投 球 回 | 被 安 打 | 被 本 塁 打 | 与 四 球 | 敬 遠 | 与 死 球 | 奪 三 振 | 暴 投 | ボ 丨 ク | 失 点 | 自 責 点 | 防 御 率 | W H I P |
| --------- | --------- | ----- | ----- | ----- | ----- | -------- | ----- | ----- | -------- | ----------- | ----- | ----- | -------- | -------- | ----------- | -------- | ----- | -------- | -------- | ----- | -------- | ----- | -------- | -------- | ------- |
| 2004      | 近鉄      | 1     | 0     | 0     | 0     | 0        | 0     | 0     | 0        | --          | ----  | 5     | 1.0      | 2        | 0           | 0        | 0     | 0        | 1        | 0     | 0        | 1     | 0        | 0.00     | 2.00    |
| 2007      | 興農      | 47    | 10    | 0     | 0     | 0        | 6     | 6     | 0        | 6           | .500  | 454   | 100.2    | 108      | 14          | 40       | 0     | 6        | 76       | 2     | 0        | 71    | 61       | 5.45     | 1.47    |
| NPB：1年  | NPB：1年  | 1     | 0     | 0     | 0     | 0        | 0     | 0     | 0        | --          | ----  | 5     | 1.0      | 2        | 0           | 0        | 0     | 0        | 1        | 0     | 0        | 1     | 0        | 0.00     | 2.00    |
| CPBL：1年 | CPBL：1年 | 47    | 10    | 0     | 0     | 0        | 6     | 6     | 0        | 6           | .500  | 454   | 100.2    | 108      | 14          | 40       | 0     | 6        | 76       | 2     | 0        | 71    | 61       | 5.45     | 1.47    |

### 記録
NPB
- 初登板：2004年9月27日、対オリックス・ブルーウェーブ27回戦（Yahoo!BBスタジアム）、5回裏に3番手で救援登板、1回1失点（自責0）
- 初奪三振：同上、5回裏に相川良太から

### 背番号
- 68 （2004年）
- 98 （2005年）
- 24 （2007年）
- 102 （2008年 - 2019年）※打撃投手